# Вила Тосканска
Вила Тосканска (на италиански: Willa d'Arles, Villa, Willa di Toscana; * ок. 910; † сл. 963 в манастир) е кралица, съпруга на краля на Италия Беренгар II.
Тя произлиза от фамилията Бозониди и е дъщеря на Бозон от Тоскана († сл. 936), маркграф на Тусция и Вила, дъщеря на Рудолф I, крал на Горна Бургундия (Велфи) и Вила от Долна Бургундия, дъщеря на крал Бозон Виенски.
Вила Тосканска се омъжва през 930/931 г. за Беренгар II († 6 август 966 в Бамберг), от 924 г. маркграф на Ивреа, през 950 – 961/962 г. крал на Италия (от Дом Бургундия-Ивреа).
Тя е майка на:
- Адалберт II (* 932/936, † 30 април 972), крал на Италия (950 – 964), граф на Аоста
- Гвидо (* 940, † 25 юни 965), маркграф на Ивреа 957 – 962
- Конрад († 1001), маркграф на Милано (957 – 961), маркграф на Ивреа (965), херцог на Сполето и Камерино; жена: ок. 958 Ришилда († сл. 989), дъщеря на Ардуин Глабер‎, маркграф на Торино
- Гизела († сл. 965), монахиня
- Герберга/Гилберга (* ок. 945, † 986); мъж: до август 961 Алерам Монфератски († 991), маркграф на Лигурия и Пиемонт, сеньор на Монферат от 954 (Алерамичи)
- Розала (* ок. 945, † 26 януари 1003); 1-ви мъж: ок. 968 Арнулф II (* 961/962, † 30 март 987), граф на Фландрия 965; 2-ри мъж: 1 април 988 (разв. 992) Роберт II Благочестиви (* 17 март 972, † 20 юли 1031), крал на Франция от 996